# Otto Bütschli

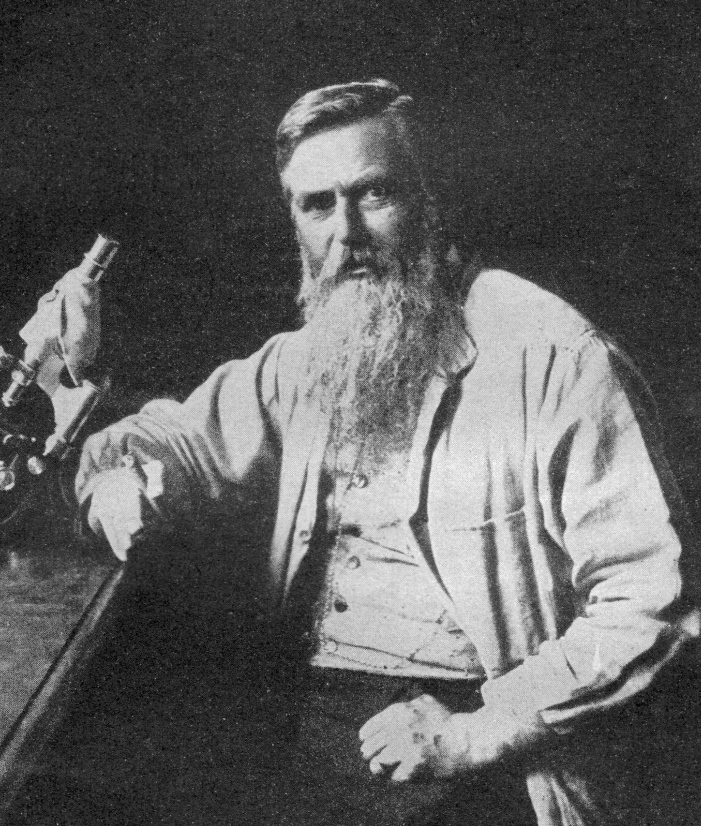
Otto Bütschli

Johann Adam Otto Bütschli (Frankfurt am Main, 3 mei 1848 - Heidelberg, 2 februari 1920) was een Duitse zoöloog en professor aan de Universiteit van Heidelberg De specialisatie van Bütschli was de ontwikkeling van ongewervelden en insecten. Bütschli is ook bekend vanwege de vele groepen protisten die door hem voor het eerst werden omschreven.
In 1914 kende de Linnean Society of London hem de Linnean Medal toe.
- Bibsys: 6050945
- Bibliothèque nationale de France: cb103025205 (data)
- Author citation (botany): Buetschli
- CiNii: DA02746605
- Stuttgart Database of Scientific Illustrators 1450–1950: 1840
- Gemeinsame Normdatei: 117144932
- International Standard Name Identifier: 0000 0000 8344 2402
- Library of Congress Control Number: no94036377
- Nationale Bibliotheek van Tsjechië: jx20121026009
- Nationale Bibliotheek van Israël: 987007294922005171
- Nationale en Universitaire bibliotheek Zagreb: 000694396
- Nederlandse Thesaurus van Auteursnamen: 102317151
- Réseau des bibliothèques de Suisse occidentale: 02-A003065664
- SNAC: w6cw3b7m
- Système universitaire de documentation: 105991597
- Virtual International Authority File: 64776174
- WorldCat: E39PBJgCJGrJQDdHvWP8bdV6Kd